# Швајцарска на Летњим олимпијским играма 1904.
Швајцарску делегацију у њеном трећем учешћу на Олимпијским играма 1904. у Сент Луису представљао је један спортиста Адолф Шпинлер, који се такмичио у гимнастици. 
Швајцарска је у коначном пласману репрезентација делила 8. место по броју освојених медаља са укупно две медаље једном златном и једном бронзаном.

## Освајачи медаља

### Злато
- Адолф Шпинлер — гимнастика, гимнастички тробој

### Бронза
- Адолф Шпинлер — гимнастика, шестобој 3 атлетске и 3 гимнастичке дисциплине

## Резултати по дисциплинама

### Гимнастика
На овом такмичењу поједине дисциплине су биле мешавина гимнастике и атлетике. Шпинлер се такмичио у три вишебојне дисциплине.
Гимнастички тробој (разбој, вратило и коњ)
| Атлетичар     | Дисциплина         | Разбој | Разбој | Вратило | Вратило | Коњ   | Коњ   | Укупно | Укупно | Детаљи |
| Атлетичар     | Дисциплина         | Рез.   | Плас.  | Рез.    | Плас.   | Рез.  | Плас. | Рез.   | Плас.  | Детаљи |
| ------------- | ------------------ | ------ | ------ | ------- | ------- | ----- | ----- | ------ | ------ | ------ |
| Адолф Шпинлер | гимнастички тробој | 14,53  | 1.     | 14,53   | 2.      | 14,43 | 1.    | 43,49  |        |        |

Атлетски тробој (100 јарди, скок удаљ, бацање кугле). Мере за даљ и куглу дате су у стопама
| Атлетичар     | Дисциплина      | 100 јарди | 100 јарди | 100 јарди | скок удаљ  | скок удаљ | скок удаљ | бацање кугле | бацање кугле | бацање кугле | Укупно | Укупно     | Детаљи |
| Атлетичар     | Дисциплина      | Рез.      | Бод.      | Плас.     | Рез.       | Бод.      | Плас.     | Рез.         | Бод.         | Плас.        | Рез.   | Плас.      | Детаљи |
| ------------- | --------------- | --------- | --------- | --------- | ---------- | --------- | --------- | ------------ | ------------ | ------------ | ------ | ---------- | ------ |
| Адолф Шпинлер | атлетски тробој | 12,4      | 6,5.      | =77       | 16,2 стопа | 8,2.      | =81.      | 29,6 стопа   | 9,8          | =26.         | 24,5   | = 64 / 118 |        |

Шестобој (гимнастички тробој + атлетски тробој)
У овој дисциплини сабијају се бодови из два тробоја.
| Атлетичар     | Дисциплина | Гимнастички тробојј | Гимнастички тробојј | Атлетски тробој | Атлетски тробој | Укупно | Укупно | Детаљи |
| Атлетичар     | Дисциплина | Рез.                | Плас.               | Рез.            | Плас.           | Рез.   | Плас.  | Детаљи |
| ------------- | ---------- | ------------------- | ------------------- | --------------- | --------------- | ------ | ------ | ------ |
| Адолф Шпинлер | шестобој   | 43,49               | 1.                  | 24,50           | = 64.           | 67,99  |        |        |